# Механік

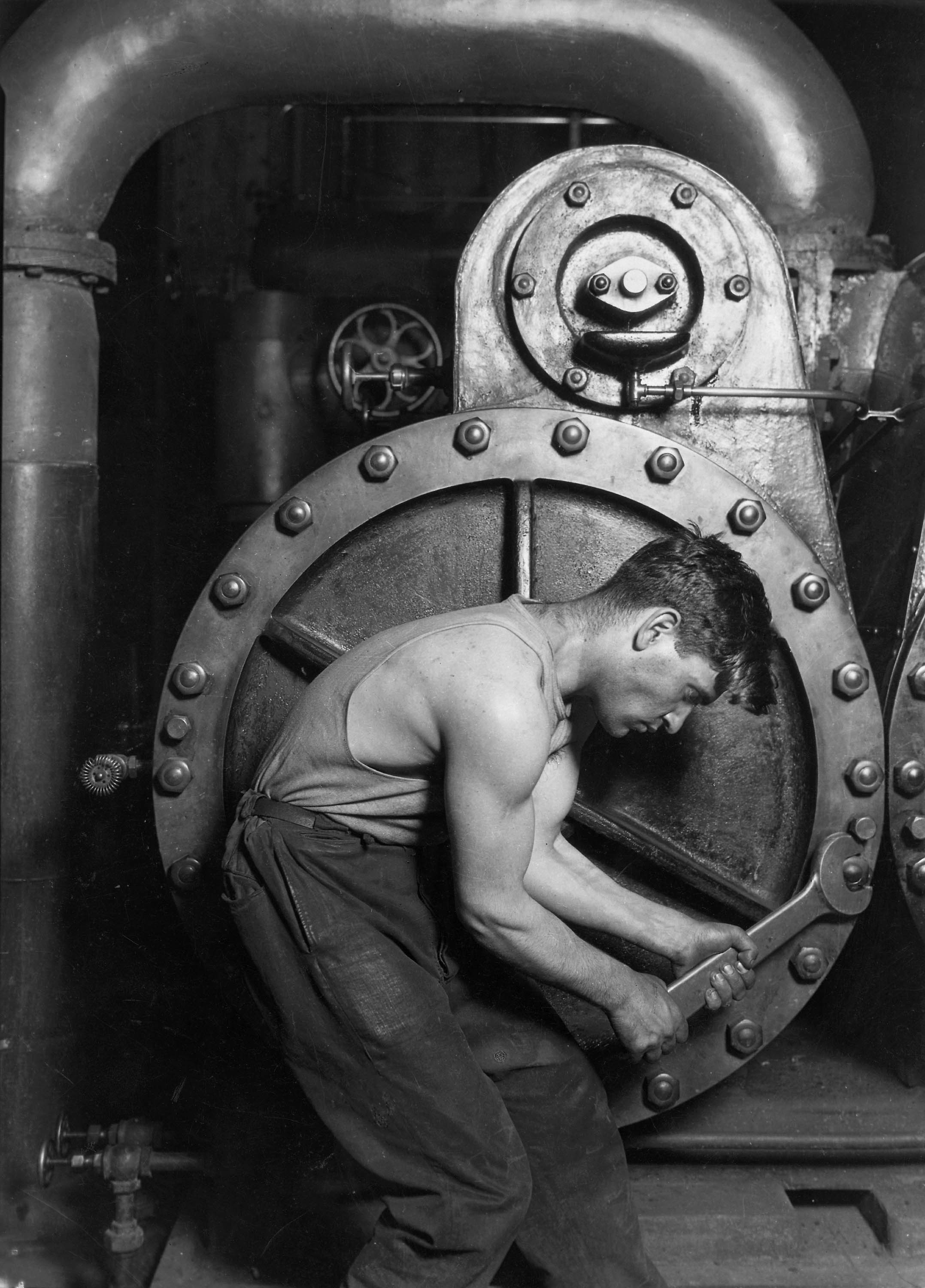
Механік.

Механік — фахівець із механіки — технік, інженер, бакалавр, магістр який використовує інструменти для збирання-розбирання, обслуговування або ремонту машин.
Механік збирає та розбирає машини, вузли та технічні пристрої, виконує їх налаштування, відповідає за їх технічне обслуговування чи ремонт та перевіряє їх працездатність.
Більшість механіків працюють у промисловості або на транспорті, різноманітних галузях техніки та технологій. Через різноманітність сфер застосування навчання на механіка розбивається на окремі спеціальні професії.
Освіта за спеціальністю «прикладна механіка» дає змогу працювати у галузі прикладної механіки, інформаційних систем та технологій машинобудування й зварювання на базі сучасних цифрових технологій та комп'ютерної техніки.

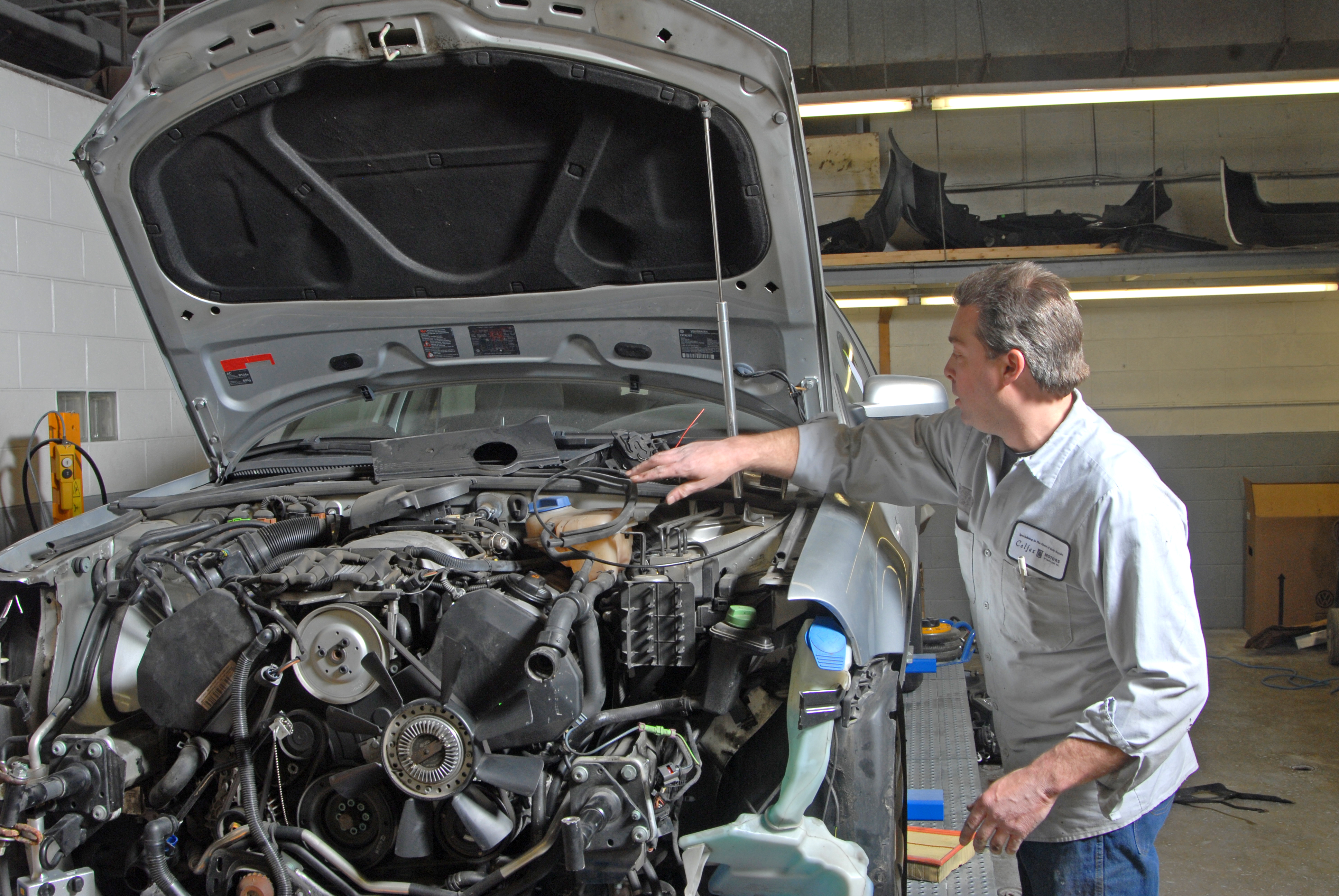
Автомеханік.

Більшість механіків спеціалізуються в певній галузі, наприклад, механіка кузовів автомобілів, механіка кондиціонування і холодильників, автомеханіка, веломеханіка, механіка котла, електромеханіка та інші галузі.